# Yad Vashem
Yad Vashem (en hebreo: יָד וָשֵׁם‎; lit. ‘un monumento y un nombre’) es la institución oficial israelí constituida en memoria de las víctimas del Holocausto perpetrado por los nazis contra la población judía bajo el Tercer Reich, sobre todo durante los años de la Segunda Guerra Mundial. El sitio está ubicado en el Bosque de Jerusalén, en la vertiente occidental de Monte Herzl («Monte del Recuerdo»), que tiene unos 804 metros sobre el nivel del mar.

## Origen del nombre
Su nombre proviene de las palabras del profeta Isaías: «“Yo les daré lugar en Mi casa y dentro de Mis muros […]. Les daré un nombre permanente [un “yad vashem”], que nunca será olvidado.» (Isaías 56:5). Llamándolo así se establece al museo como un depósito de los nombres de los judíos que quedaron sin nadie para conocer sus nombres.

## Historia
La idea de establecer un monumento en la histórica patria judía para las víctimas judías del Holocausto perpetrado por los nazis, fue concebido durante la Segunda Guerra Mundial como respuesta a los informes de asesinato en masa de los ciudadanos judíos en los países ocupados por Alemania. Yad Vashem fue propuesto por primera vez en septiembre de 1942, en una reunión de la junta del Fondo Nacional Judío por Mordejai Shenhavi, un miembro del kibutz Mishmar Ha'emek, quien sería el primer director de la institución.
En agosto de 1945 el plan fue discutido en mayor detalle en una reunión sionista en Londres, donde se decidió crear una junta provisional de dirigentes sionistas con David Remez como presidente, Shlomo Zalman Shragai, Baruch Zuckerman y Shenhavi. En febrero de 1946, Yad Vashem abrió una oficina en Jerusalén y una sucursal en Tel Aviv, y en junio de ese año celebró su primera sesión plenaria. En julio de 1947, la Primera Conferencia sobre Investigación del Holocausto se llevó a cabo en la Universidad Hebrea de Jerusalén, donde se hicieron los primeros planes para el futuro de Yad Vashem. Sin embargo, el estallido de la Guerra de independencia de Israel en mayo de 1948 retornó casi todas las operaciones de Yad Vashem a un punto muerto. En 1953, el Knesset aprobó por unanimidad la Ley Yad Vashem, estableciendo la Autoridad del Recuerdo de los Mártires y Héroes. El edificio se construyó entre 1959 y 1961, obra de Arieh Sharon y Aryeh Elhanani.
En marzo de 2005 se abrió un nuevo complejo cuatro veces más grande que el anterior, se incluyó dentro el Museo de Historia del Holocausto con un nuevo Salón de Nombres, un museo con arte relacionada al Holocausto, varias exhibiciones y un centro de aprendizaje. El 9 de noviembre de 2008, el rabino Yisrael Meir Lau fue designado por el gobierno israelí como Presidente de Yad Vashem para reemplazar al fallecido Tommy Lapid.

## Objetivo

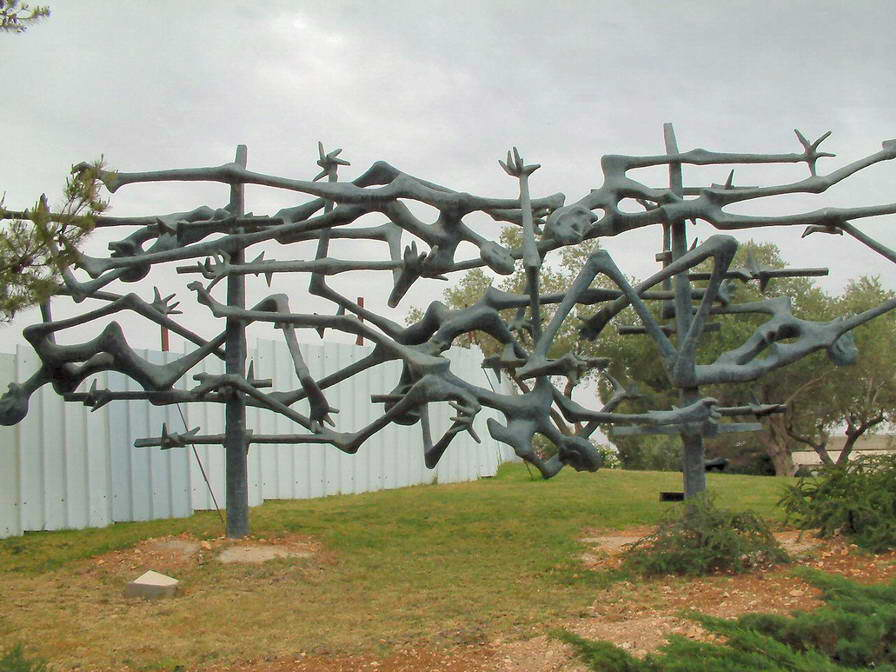
Una de las esculturas en Yad Vashem, en memoria a las víctimas del Holocausto.

El objetivo principal de Yad Vashem es eternizar la memoria de cada una de los seis millones de víctimas del Holocausto para la enseñanza a las generaciones futuras por medio de sus archivos, su biblioteca, su escuela, sus museos y a través del reconocimiento a los Justos entre las Naciones, para que las tragedias y sus terribles escenas no sean jamás olvidadas ni repetidas. Por este motivo, entre otros, Yad Vashem desarrolla una labor de conmemoración constante, con archivos y relatos, así como recopila objetos, documentos y testimonios que posteriormente son publicados. También se ocupa de la recopilación de los nombres de las víctimas con el fin de preservar su memoria.
Yad Vashem tiene fuerza de ley para premiar a no judíos con el título “Justo entre las Naciones”, los que con valentía en sus corazones salvaron a judíos de las garras de los nazis durante la Segunda Guerra Mundial.
El centro consta de varios edificios: una cámara de la memoria, un museo histórico, una galería de arte, los archivos, el Valle de las Comunidades destruidas, la Sala de los nombres, el Monumento conmemorativo de los niños y un centro educativo.

## Sectores de la institución
Yad Vashem está dividido en sectores separados pero que en conjunto globalizan todos los temas relativos al Holocausto y conforman así el Museo del Holocausto, cuyas actividades incluyen la Memoria Eterna del Holocausto y también la profunda investigación sobre todo lo que ocurrió durante la tragedia.

### Escuela Internacional para el Estudio del Holocausto
Creada en 1993, organiza programas educativos y produce materiales educativos dirigidos a diferentes públicos y organizaciones educativas en Israel y en el exterior. La educación de Holocausto, tal como es definida y desarrollada por la Escuela Internacional, es multidisciplinaria, multifacética y multidireccional, centrándose en la forma en que los individuos vivieron antes, durante y después del Holocausto. Asimismo expone los dilemas que los judíos fueron forzados a enfrentar durante este período.
La Escuela se dedica a la investigación histórica del Holocausto. Desarrolla conferencias y publica trabajos de investigación, libros y recopila diarios y documentos relativos al tema.

### Archivo y Biblioteca
Documentación e investigación de los hechos.

## Campus del Museo y los monumentos conmemorativos

### Sala del Recuerdo

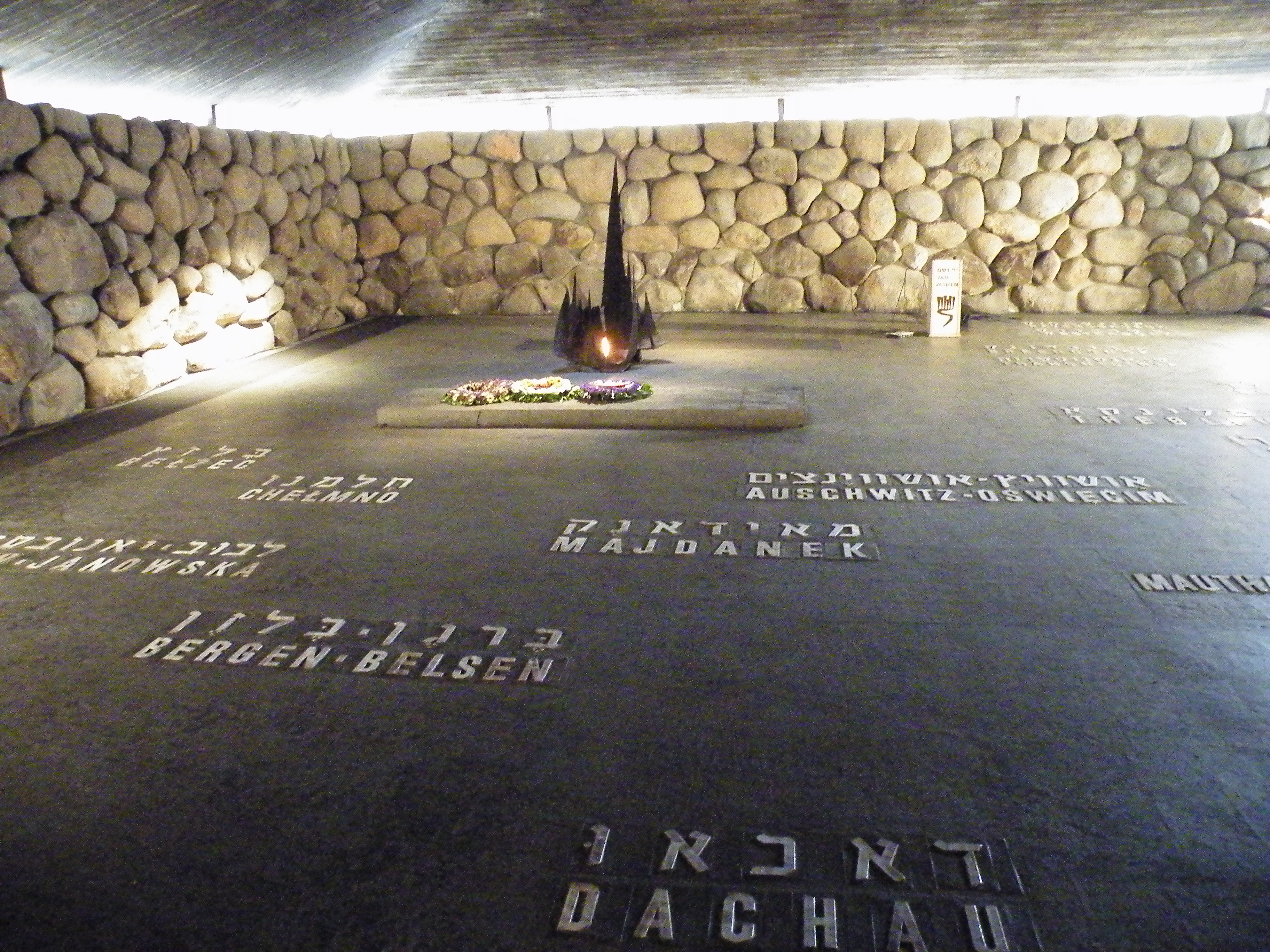
La "Llama Eterna" en el Salón de la Memoria.

La Sala del Recuerdo (en hebreo: אוהל יזכור‎, Ohel Yizkor; "Cripta del recuerdo"), creada en 1961, es el principal monumento de Yad Vashem, situado en el corazón mismo del campus. En el interior se encuentra la llama eterna, en la forma de un cáliz roto de bronce que arde sobre el piso de piedra en el que están inscritos los 22 lugares de exterminio nazis —campos de exterminio y concentración, y campos de tránsito— sembrados por toda Europa. Esta construcción recuerda los seis millones de judíos que fueron asesinados en el Holocausto.
En este salón se llevan a cabo las ceremonias y los acontecimientos conmemorativos con los líderes mundiales y los funcionarios extranjeros en visita oficial, donde se les invita a encender la llama y depositar una corona de flores en memoria de las víctimas. La llama eterna arde al lado de una cripta que contiene las cenizas, llevadas a Israel desde los campos de exterminio, de víctimas del Holocausto.
La  Sala del Recuerdo fue diseñada por los arquitectos Arieh Elhanani, Arieh Sharon y Benjamin Idelson; la obra de la Llama Eterna, Kosso Eloul; el portón sur, David Palombo; el portón occidental, Bezalel Schatz.

### Sala de los nombres

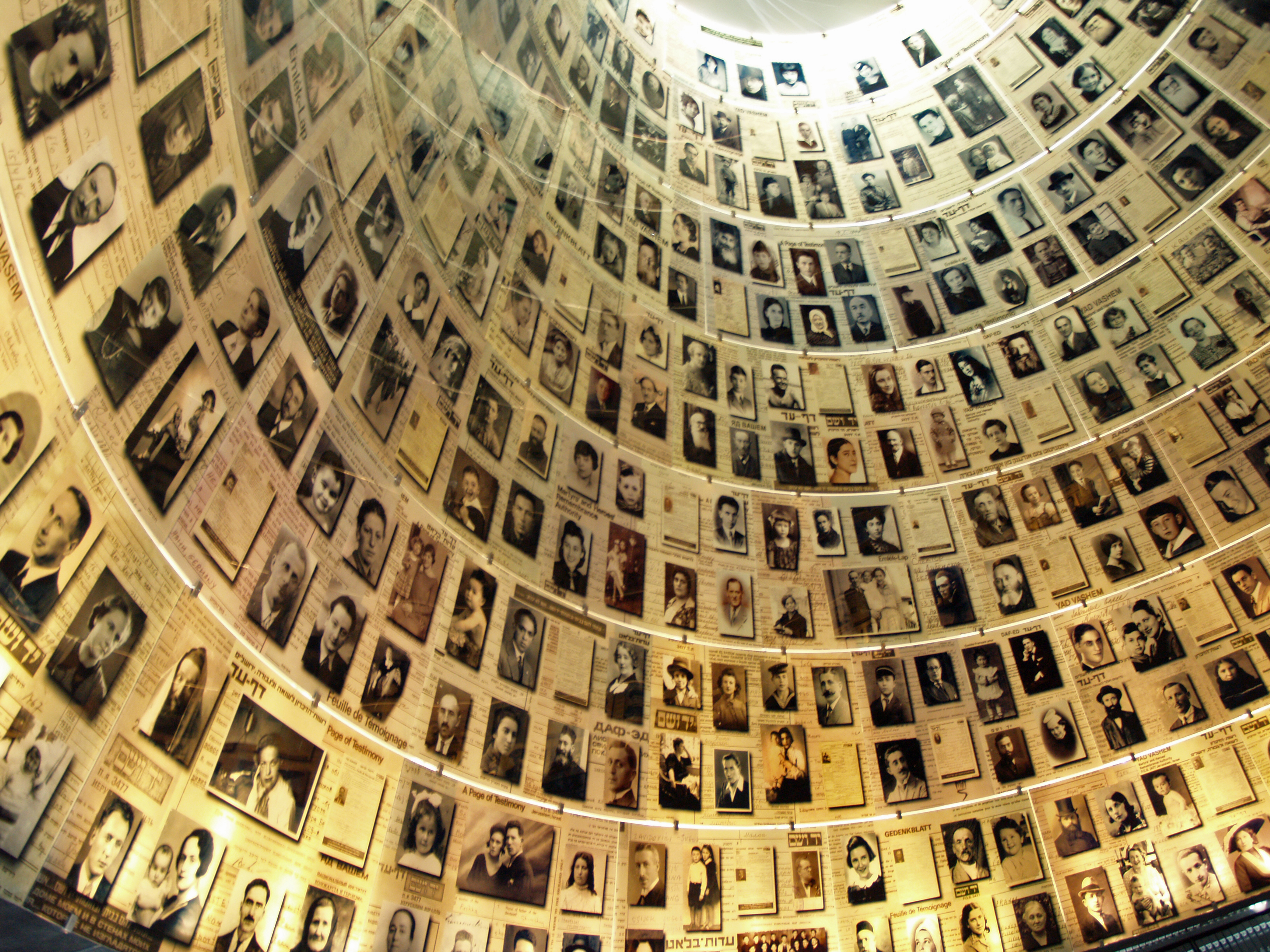
La Sala de los Nombres contiene las Páginas de Testimonio para recordar a los millones de judíos que fueron asesinados durante el Holocausto.

La Sala de los Nombres es un monumento dedicado a todas las víctimas judías que perecieron en el Holocausto. Este salón de forma circular se encuentra al final del nuevo museo, y los nombres están recopilados a través de "Páginas de testimonio", conteniendo breves biografías de cada una de los millones de víctimas del Holocausto, sobre la base de un proyecto especial llamado "Para cada ser humano, un nombre". Más de 2 millones de estas hojas están guardadas en el depósito circular que circunvala la sala, habiendo lugar para un total de seis millones.
El abuhardillado de la sala de diez metros de altura tiene forma cónica y en él se exhiben 600 fotografías con los rostros y fragmentos de las Páginas de Testimonio. Esta exhibición representa una pequeña fracción de los seis millones de hombres, mujeres y niños de todas partes del mundo judío que perecieron a manos de los nazis y sus colaboradores. Los retratos de las víctimas se ven reflejados sobre el agua en la base de un cono opuesto excavado en la piedra de la montaña donde está construido el monumento.
Al final de la sala se proyectan Hojas de Testimonio sobre una pantalla de vidrio. Allí es posible entrar a un centro de computación y buscar en la Base Central de Datos de Nombres de Víctimas del Holocausto. Este proyecto es una herramienta adicional para ayudar en la investigación histórica y la investigación particular por parte de las familias de las víctimas.
La Sala de los Nombres fue proyectada y diseñada por el arquitecto Moshe Safdie y la diseñadora Dorit Harel.

### Yad LaYeled

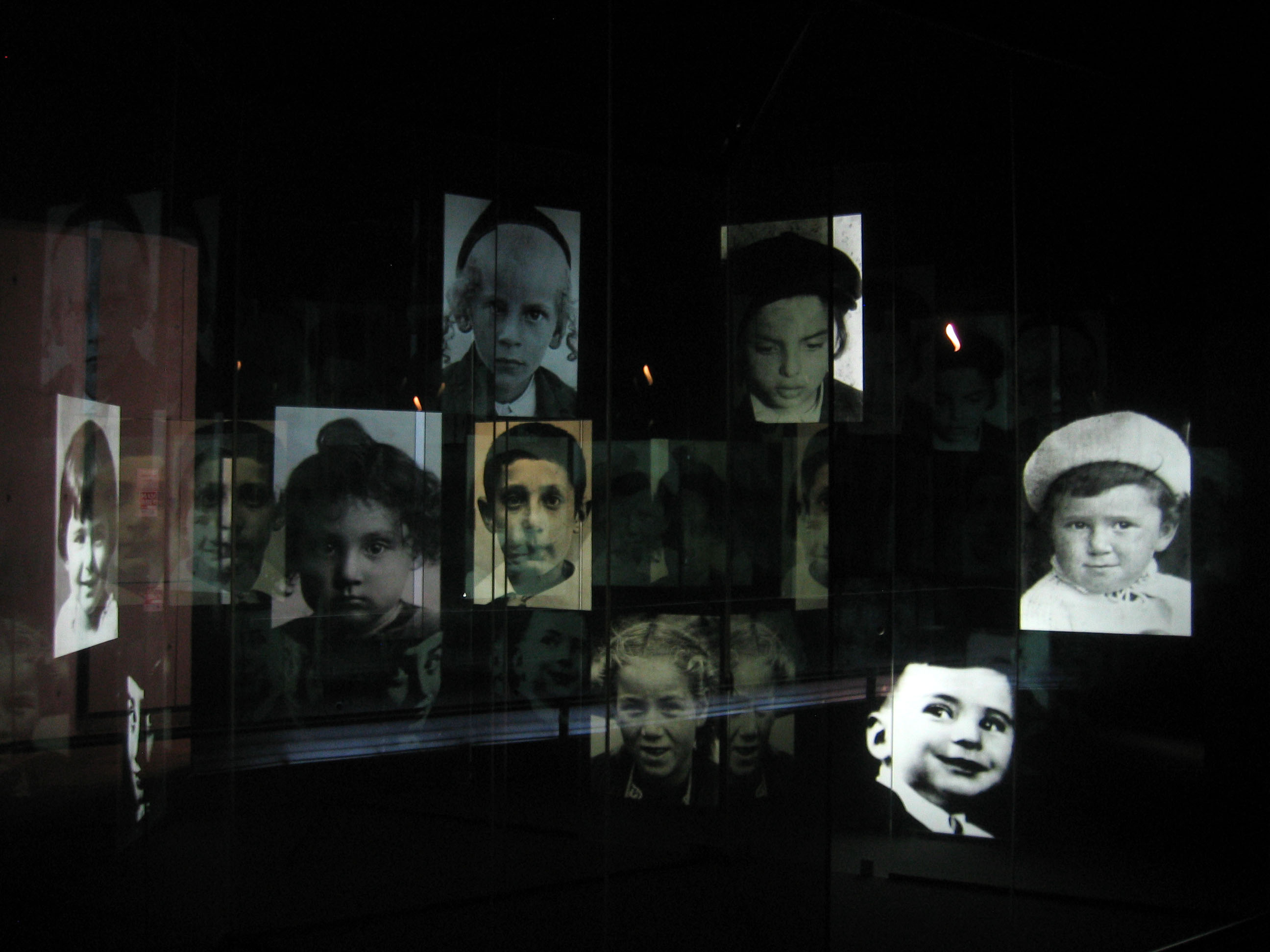
Yad LaYeled, un monumento conmemorativo a 1.5 millones de niños judíos que fueron asesinados durante el Holocausto.

Este Monumento Conmemorativo de los Niños (en hebreo: יד לילד‎, Yad LaYeled), que está excavado en una caverna subterránea, es un tributo a los aproximadamente 1.5 millones de niños judíos que perecieron en el Holocausto. Al ingresar, en la oscuridad de su interior se ven centenares de velas encendidas reflejadas en miles de espejos rotos, representando a millares de estrellas en el cielo, en recuerdo a los niños que fueron muertos. Durante el recorrido se escucha, como trasfondo, nombres de niños asesinados, sus edades y países de origen.
Yad LaYeled fue proyectado y diseñado por el arquitecto Moshe Safdie.

### Valle de las Comunidades

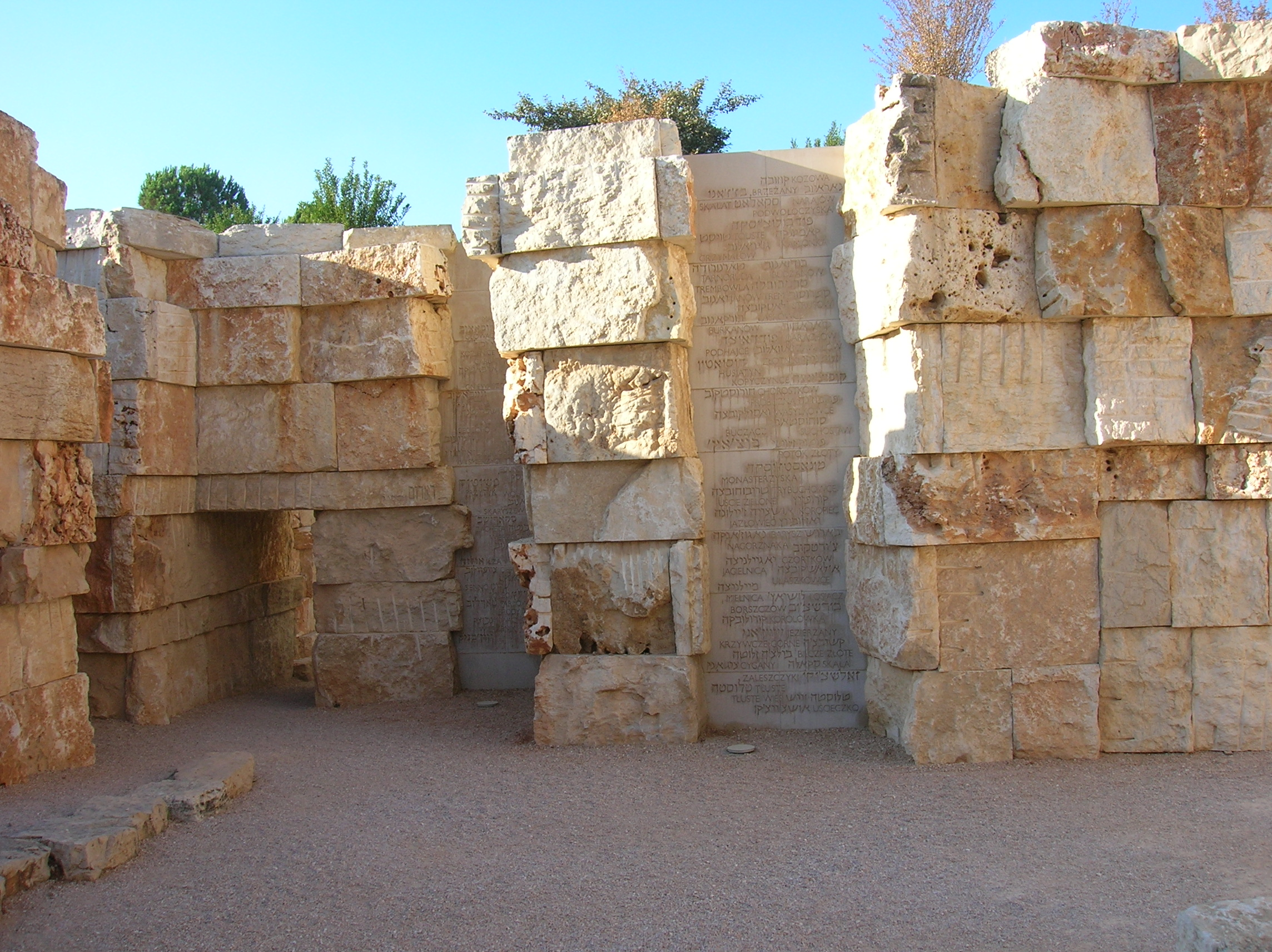
En el Valle de las Comunidades más de 5000 nombres de diferentes comunidades están grabados en las paredes de Piedra Jerusalén

El Valle de las Comunidades (en hebreo: בקעת הקהילות‎) es un enorme monumento de 2,5 hectáreas, excavado en roca natural. Más de 5000 nombres de diferentes comunidades están grabados en las 107 paredes de piedra Jerusalén, que corresponde aproximadamente a la disposición geográfica del mapa de Europa y el Norte de África.
Los nombres de las comunidades fueron grabados y conmemorados en las paredes del valle para que las futuras generaciones se identifiquen con los recuerdos y encuentren sus raíces. Cada nombre recuerda a una comunidad judía existente durante cientos de años; para los habitantes, cada comunidad constituye todo un mundo. Hoy en día, en la mayoría de los casos, no queda más que el nombre.
La idea de conmemorar a las comunidades destruidas en la Europa nazi surge de la Ley de Yad Vashem de 1953, que establece la creación de una autoridad para conmemorar "las comunidades, sinagogas, movimientos y organizaciones, instituciones públicas, culturales, educativas, religiosas y caritativas que fueron destruidas y arruinadas por las diabólicas estratagemas para borrar el nombre de Israel y su cultura de la faz de la tierra".
En la entrada al Valle se encuentra la siguiente inscripción:

"Este monumento conmemorativo conmemora a las comunidades judías destruidas por la Alemania nazi y sus colaboradores, y a las pocas que sobrevivieron pero sufrieron a la sombra del Holocausto. Durante más de un milenio, los judíos vivieron en Europa, organizando comunidades para preservar su identidad distintiva. En períodos de relativa tranquilidad, la cultura judía floreció, pero en períodos de agitación los judíos fueron obligados a huir. Dondequiera que se asentaron, dotaron a los pueblos entre los que vivían con sus talentos. Aquí, sus historias serán explicadas...”

El centro fue excavado en la tierra, no habiéndose construido nada sobre el terreno. Es como si lo que se había acumulado en la superficie de la tierra a lo largo de un milenio -mil años de vida comunitaria judía- hubiera sido tragado de repente. Visto en su conjunto, el sitio se asemeja a un conjunto de ruinas, describiendo un mundo que ha desaparecido.
El Valle de las Comunidades fue proyectado y diseñado por los arquitectos Lipa Yahalom y Dan Tzur. La ceremonia de inauguración tuvo lugar en Yad Vashem, en octubre de 1992.

### Jardín de los Justos entre las Naciones
Una avenida de árboles que fueron plantados en homenaje a los Justos entre las Naciones que fueron reconocidos por Yad Vashem. Debajo de cada árbol hay placas con el nombre de los valientes con que fueron homenajeados en su plantío y donde destaca entre otros Irena Sendler.

### El Museo Histórico
El Museo de las Generaciones del Holocausto incluye exposiciones permanentes y temporales sobre un tema. En el museo se exponen fotografías, objetos auténticos y artefactos que ayudan a demostrar mejor la tragedia del Holocausto.

### Centro de las Generaciones del Holocausto
Este nuevo museo, que fue inaugurado en 2005, tiene por objetivo reunir hechos históricos con los sentimientos destacando las historias de las víctimas a través de los objetos personales de judíos que estuvieron en el Holocausto, testimonios, filmes, diarios, cartas y objetos artísticos.

### Museo de Obras de Artes
El Museo divulga obras de artes de artistas judíos de la época del Holocausto. Parte de las exposiciones son permanentes y parte temporales. El título del Museo es "No hay juegos infantiles".

### Patio de Eventos
Sector donde todos los años se realizan los eventos centrales del Día del Holocausto. Este patio es el área cuya pared final está compuesta por piedras rojas y en cuyo centro hay un monumento en recuerdo a los muertos del Holocausto, escultura que es una réplica de la que se encuentra en Varsovia en homenaje a los Héroes del Gueto de Varsovia, realizada por el escultor Natan Rapaport.

### Otros lugares
Hay en Yad Vashem otras plazas, patios y monumentos en recuerdo a los eventos y personalidades del Holocausto. Entre ellas la Plaza Gueto de Varsovia, la Plaza Yenush Kortchak y el Monumento conmemorativo de Kortchak, el Jardín de los Justos entre las Naciones, el Monumento conmemorativo de las Víctimas de los Campos de Exterminio, el panorama de los Partisanos, el Monumento conmemorativo La Shambon, etc.

## Reconocimientos
En 2003 la institución recibió el Premio Israel por su relevancia en beneficio de la sociedad israelí.
En septiembre de 2007, le fue otorgado el Premio Príncipe de Asturias de la Concordia.